# Kyōrinrin

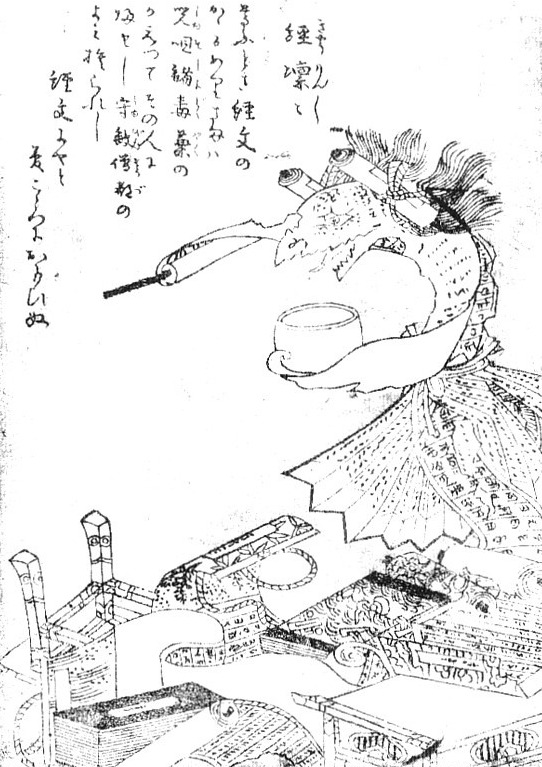
Der Kyōrinrin, wie er in Sekiens Gazu Hyakki Tsuretsure Bukuro erscheint.

Kyōrinrin (経凛々; „Altehrwürdige Sutra“), auch kurz Kyōrin (mit derselben Bedeutung) gelesen, ist der Name eines fiktiven Wesens der japanischen Folklore. Er gehört zur Klasse der Tsukumogami (付喪神; „Artefaktgeister“) aus der Gruppe der Yōkai (妖怪; „Dämonen“) und gilt als „mysteriös und launisch“.

## Beschreibung
Der Legende nach verbirgt sich dieser Tsukumogami in verlassenen und kaum frequentierten Archiven und Bibliotheken. Der Kyōrinrin wird als meterlange, elegante und wunderschöne Schriftrolle (Sutra) beschrieben, die über und über mit Gebeten, Litaneien und Vignetten übersät ist. Das obere Ende, aus dem sich später der Kopf des Kyōrinrin entwickelt, wird aus der elfenbeinernen Rolle mit Wickelstab gebildet. Die beiden Lesezeichen dienen nun als Arme. Nicht selten soll der Kyōrinrin einen Zeigestab halten, mit dem er wahlweise unschuldigen Suchenden den Weg durch die Bibliothek weist, oder ignorante Menschen, die nichts von ihm lernen wollen, verdrischt.

## Hintergrund
Der Kyōrinrin ist eine Sagengestalt, die sich der Kyōka-Poet und Ukiyo-e-Künstler Toriyama Sekien ausgedacht und um 1784 in seinem Werk Gazu Hyakki Tsuretsure Bukuro (画図百鬼徒然袋; „100 Geister im Handgepäck“) festgehalten hatte. Hintergrund war eine zu seiner Zeit beliebte Anekdote, nach der es zwischen zwei vielzitierten buddhistischen Mönchen namens Shubin (守敏) und Anzu (杏) zum Streit gekommen war. Der Streit der beiden endete damit, dass Shubin verlor und Anzu Ersteren zur Demütigung in eine Schriftrolle wickelte. Die Schriften des armen Shubin wurden weggeschlossen und erst Jahrhunderte später zu vielbegehrten Studienobjekten. Um „unwürdige“ Sucher der Sutra abzuschrecken, wurde das Gerücht in Umlauf gebracht, die Sutra seien vom gekränkten und trotzigen Geist Shubins besessen. Die Sage ist in den Chroniken des Werkes Taiheiki (太平記, „Zeit des Friedens“) festgehalten, das von dem Mönch Kojima um 1370 während der Namboku-Zeit (14. Jahrhundert) verfasst worden war.